# Giovanni Battista Gentile Pignolo
Giovanni Battista Gentile Pignolo (Genova, 1525 – Genova, 1595) fu il 71º doge della Repubblica di Genova.

## Biografia
Nacque a Genova nel 1525. Esponente della nobile famiglia genovese dei Pignolo, iscritta dal 1528 nell'albergo dei Gentile, ricoprì probabilmente diverse cariche pubbliche dove, stando agli annali, fu un ottimo amministratore della "cosa pubblica" tanto da essere impiegato in diversi settori dello stato genovese.
Fu eletto al titolo dogale il 19 ottobre 1577: la ventiseiesima in successione biennale e la settantunesima nella storia repubblicana. Durante il suo mandato dovette affrontare, tra gli altri avvenimenti, l'avanzata di una nuova pestilenza che colpì prima il feudo di Savignone (in alta valle Scrivia, nelle terre feudali dei conti Fieschi) e che poi rapidamente si espanse a Pontedecimo, in val Polcevera e quindi nelle Riviere ed in città. Il doge stesso, oltre agli aiuti sanitari, si adoperò per la concessione di prestiti presso le Compere del Banco di San Giorgio.
Terminata la carica il 19 ottobre del 1579, Giovanni Battista Gentile Pignolo fu nominato procuratore perpetuo e continuò per altri anni a servire lo stato genovese. Morì a Genova nel corso del 1595 e il suo corpo trovò sepoltura all'interno della non più esistente chiesa di San Domenico.